# Zornia ramboiana
Zornia ramboiana är en ärtväxtart som beskrevs av Robert H Mohlenbrock. Zornia ramboiana ingår i släktet Zornia och familjen ärtväxter. Inga underarter finns listade i Catalogue of Life.